# Mukai Mudik
Mukai Mudik is een bestuurslaag in het regentschap Kerinci van de provincie Jambi, Indonesië. Mukai Mudik telt 1314 inwoners (volkstelling 2010).